# Komika Magasin
Komika Magasin var en nättidskrift om tecknade serier, utgiven av Komika förlag. Den startades 2005 som en pdf-tidning. Sedan 2006 gavs den ut som en vanlig webbtidning. Komika Magazin uppbar åren 2008–2010, som en av Sveriges första nättidskrifter, statlig stöd. Ansvarig utgivare var Mikke Schirén.

## Sekvenser
2015 startade Mikke Schirén, genom sitt nya Standard förlag, serietidskriften Sekvenser. Den liknar till innehållet Komika Magazin och kom ut med sitt första nummer i slutet av april 2015. Fler nummer planeras från hösten 2015.[uppföljning saknas] En del av de publicerade artiklarna finns även att läsa på Internet.